# 林登沃爾德 (新澤西州)
林登沃爾德（英語：Lindenwold）是位於美國新澤西州康登縣的自治市鎮。

## 人口
根據2020年美國人口普查的數據，林登沃爾德的面積為10.21平方千米，當中陸地面積為10.11平方千米，而水域面積為0.10平方千米。當地共有人口21641人，而人口密度為每平方千米2,120人。